# 沃茲德維任卡空軍基地
沃茲德維任卡空軍基地  是位于俄羅斯滨海边疆区的一个空军基地。根據1969年一份已解密的中央情报局文件显示，該空軍基地一度是乌拉尔山以东唯一停放圖-22轟炸機的軍事基地。冷战结束后，沃茲德維任卡空軍基地逐漸廢棄。2009年，机场被封存。